# Alter jüdischer Friedhof (Ústí nad Labem)

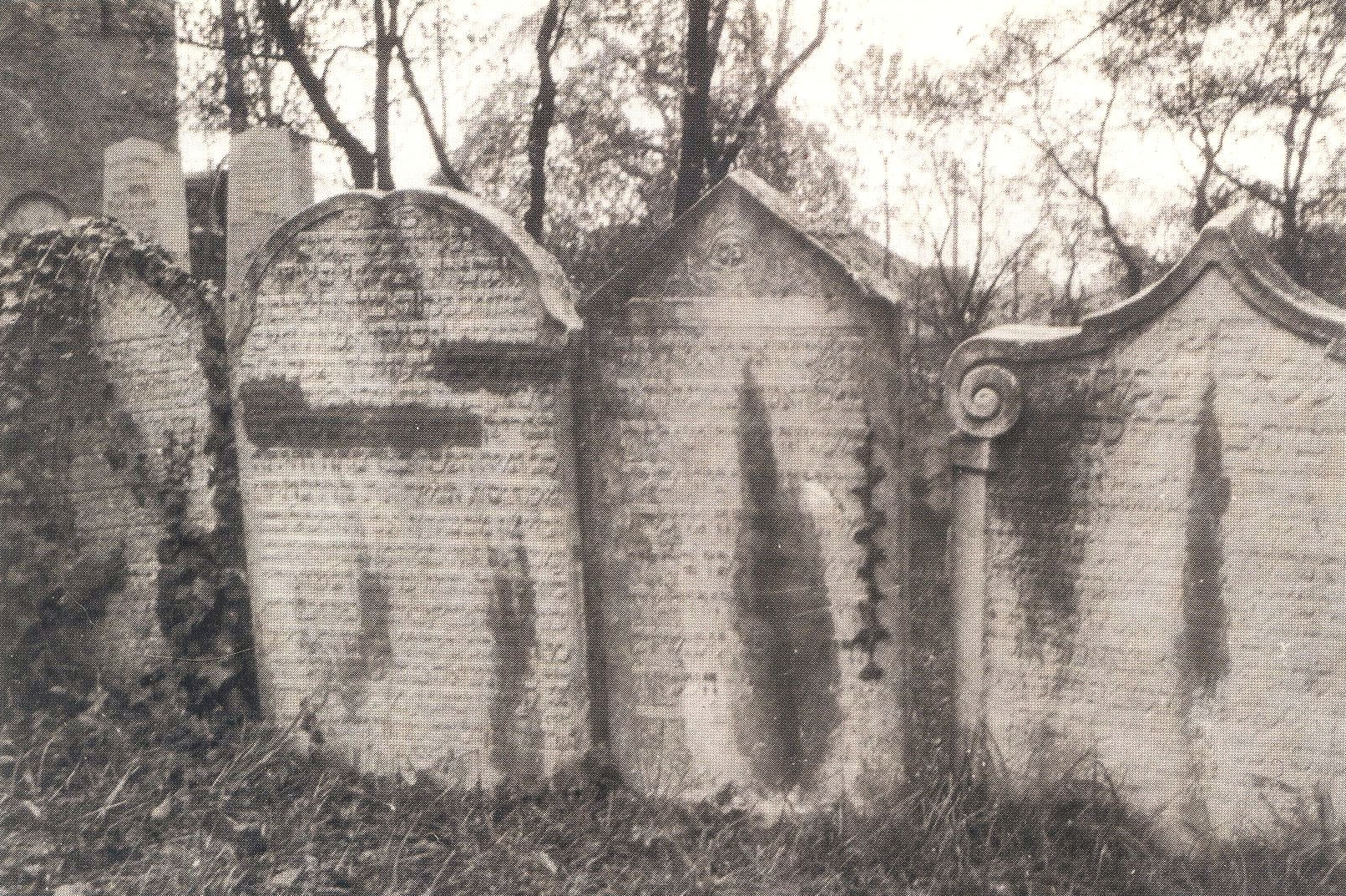
Grabsteine auf dem Alten jüdischen Friedhof (Aufnahme um 1910)

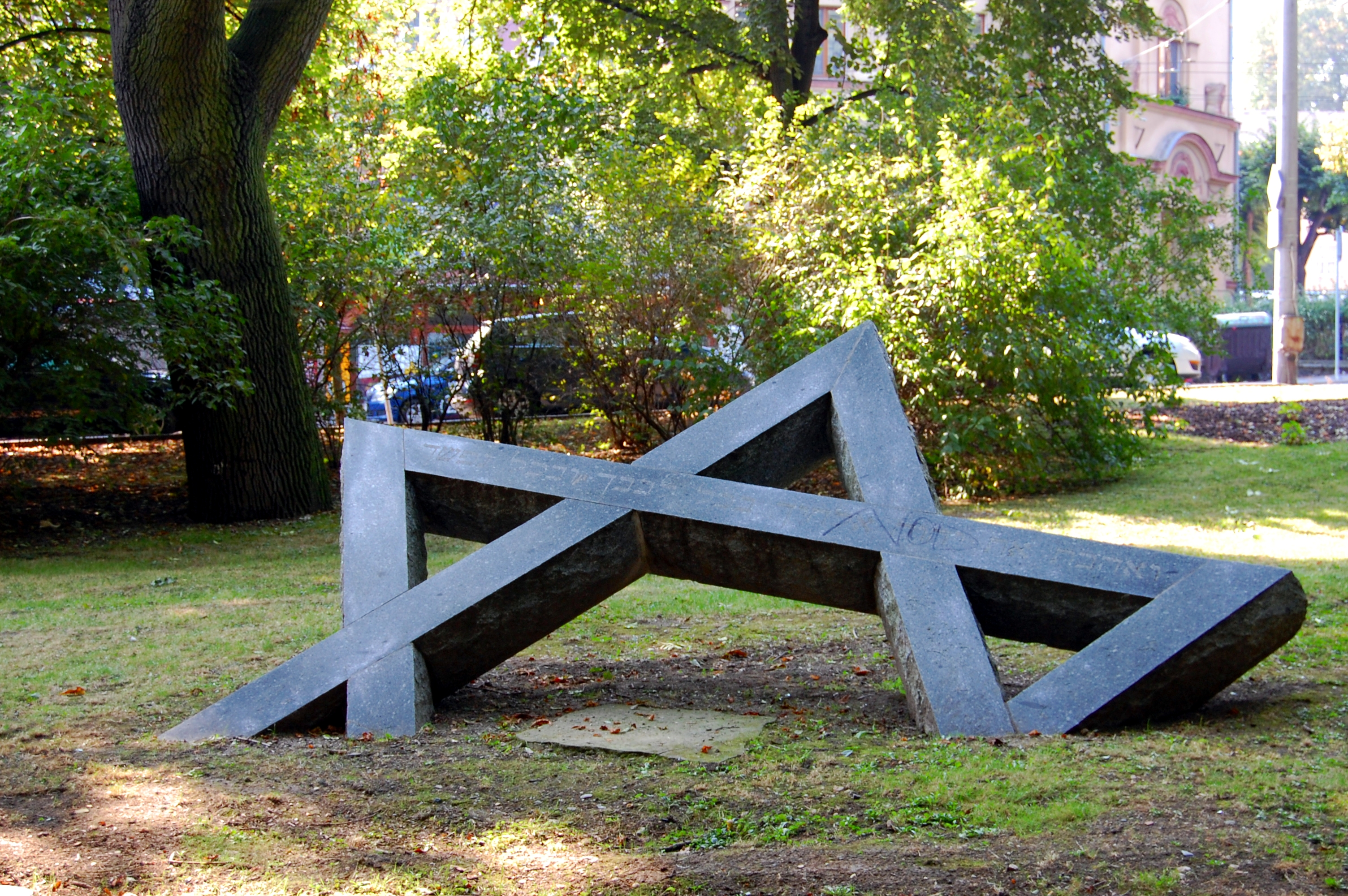
Mahnmal zur Erinnerung an die jüdische Gemeinde in Aussig

Der Alte jüdische Friedhof in Ústí nad Labem (deutsch Aussig), einer Stadt im Norden Böhmens in Tschechien, wurde in den 1860er Jahren errichtet.

## Geschichte
Nach der Gründung der „Israelitischen Kultusgemeinde Aussig“ in den 1860er Jahren wurde am Ort ein jüdischer Friedhof angelegt, der rund vier Jahrzehnte genutzt wurde. Ab 1895 stand ein Teil des allgemeinen städtischen Friedhofs für die verstorbenen jüdischen Gemeindemitglieder zur Verfügung.
In der Nähe des ehemaligen alten jüdischen Friedhofs, auf dem Gelände befindet sich heute ein Parkgelände, hat die Stadt im Jahre 2005 ein Mahnmal aufstellen lassen: Ein halb aus dem Boden herausragender Davidstern aus Granit soll an die einstige große jüdische Gemeinde erinnern.